# Tim's Bio: Life from da Bassment
Tim's Bio: Life from da Bassment este un album lansat pe 24 noiembrie 1998 de către Blackground Records. Deși este albumul de debut al cântărețului și producătorului Hip-Hop/R&B Timbaland, el este, de fapt, o compilație. Majoritatea pieselor sunt produse de Timbaland.

## Lista pieselor
1. "Intro" – (featuring T.K. Kirkland) – 1:08
2. "I Get It On" – (featuring Bassey) – 4:41
3. "To My" – (featuring Nas & Skillz) – 3:44
4. "Here We Come" – (featuring Magoo & Missy Elliott) – 4:21
5. "Wit' Yo' Bad Self" – (featuring Skillz) – 4:09
6. "Lobster & Scrimp" – (featuring JAY Z) – 4:53
7. "What Cha Know About This" – (featuring Mocha & Babe Blue) – 4:31
8. "Can't Nobody?" – (featuring 1 Life 2 Live & Lil' Man) – 4:25
9. "What Cha Talkin' Bout" – (featuring Lil' Man, Static & Magoo) – 4:33
10. "Put 'Em On" – (featuring Static and Yaushameen Michael) – 4:39
11. "Phat Rabbit" – (featuring Ludacris) – 4:57
12. "Who Am I" – (featuring Twista) – 4:16
13. "Talking on the Phone" – (featuring Keli Nicole Price & Missy Elliott) – 5:04
14. "Keep It Real" – (featuring Ginuwine) – 3:45
15. "John Blaze" – (featuring Aaliyah & Missy Elliott) – 4:00
16. "Birthday" – (featuring Playa) – 4:40
17. "3:30 in the Morning" – (featuring Virginia Williams) – 3:29
18. "Outro" – (Timbaland) – 1:47
19. "Bringin' It" – (featuring Troy Mitchell) – 3:15

Toate piesele au fost produse de Timbaland cu ajutprul lui Barry & Jomo Hankerson.